# 謝恭
謝恭（1436年—1484年），字文安，直隸徽州府休寧縣人，民籍。明朝政治人物。進士出身。

## 生平
成化元年（1465年）舉乙酉科應天府鄉試第十名。成化五年（1469年）乙丑科會試第七十九名，殿試登進士第二甲第六十名，授刑部主事，進員外郎，黃州府知府。

## 家族
曾祖謝仕祥。祖父謝德琛。父亲謝功振。